# August von Almstein
August von Almstein (německy August Maximilian Ferdinand Edler von Almstein) (18. srpna 1838 Treviso – 3. září 1896 Gorice) byl rakousko-uherský admirál. U c. k. námořnictva sloužil od roku 1854 a v mládí se zúčastnil několika válek. Později byl velitelem různých lodí a vykonával také funkce v námořní správě. Jako velitel císařské jachty SMS Miramar doprovázel v roce 1885 císařovnu Alžbětu po Středomoří, jeho deník z této cesty byl později několikrát vydán tiskem. Svou kariéru završil ve vysokých funkcích v námořní sekci na ministerstvu války i jako velitel velkých bitevních lodí. V roce 1892 dosáhl hodnosti kontradmirála a v roce 1894 odešel do penze.

## Životopis

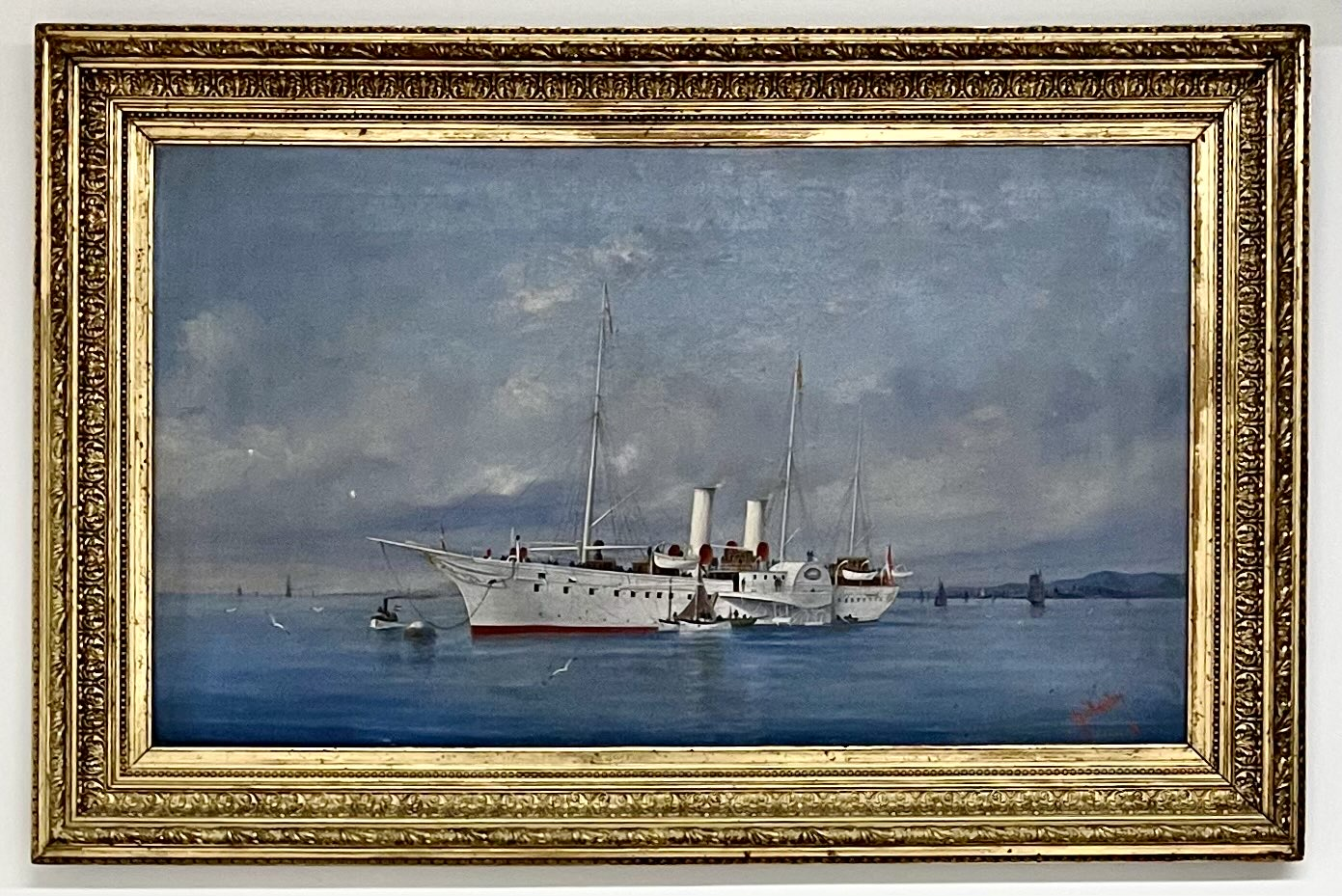
Císařská jachta SMS Miramar, na níž kapitán Almstein doprovázel císařovnu Alžbětu po Středomoří (1885)

Narodil se v Itálii jako syn Franze Serapha Almsteina (1802–1870), vrchního účetního v c. k. armádě. Po gymnáziu studoval na C. k. námořní akademii v Terstu a v roce 1854 vstoupil k námořnictvu. Jako kadet pobýval hned první rok služby na Blízkém východě na fregatě SMS Schwarzenberg (1854–1855). V dalších letech vystřídal službu na různých lodích, obchodních i dopravních, působil také u námořních základen v Benátkách a Terstu. V roce 1857 získal hodnost praporčíka a na parníku SMS Santa Lucia vykonal cestu do Sýrie (1858–1859). V roce 1859 se zúčastnil války se Sardinií.
V roce 1864 byl povýšen na poručíka I. třídy a v dánsko-německé válce byl velitelem námořní pěchoty na palubě lodi SMS Kaiser (1864). Během války s Itálií (1866) vykonával funkci pobočníka velitele námořní základny v Terstu. V roce 1867 pod velením admirála Tegetthoffa převážel ostatky popraveného císaře Maxmiliána I. z Mexika do Evropy na palubě fregaty SMS Novara. V letech 1868–1871 působil u námořní inspekce a v letech 1871–1872 jako první důstojník na korvetě SMS Zrínyi pobýval v Orientu.
V letech 1874–1877 sloužil u Dunajské říční plavby v Budapešti, kde byl nakonec velitelem (1876–1877) a k datu 1. listopadu 1877 byl povýšen na korvetního kapitána. Po krátkém působení u sborového námořního velitelství v Pule byl v letech 1878–1880 velitelem cvičné lodi SMS Adria, poté se vrátil do Puly. V letech 1882–1884 byl přednostou personálního odboru námořní sekce na ministersvu války a mezitím dosáhl hodnosti fregatního kapitána (1. května 1882). Jako velitel korvety SMS Helgoland vykonal cestu k břehům západní Afriky (1884–1885).
K datu 1. května 1885 byl povýšen do hodnosti kapitána řadové lodi. Na podzim 1885 byl velitelem císařské jachty SMS Miramar a na její palubě doprovázel císařovnu Alžbětu na cestě do Orientu. Jachta vyplula z Terstu a přes Středozemní moře vedla cesta do Turecka a Egypta. Almstein později publikoval svůj deník z této plavby a po návratu byl znovu povolán na ministerstvo války, kde v letech 1885–1890 zastával funkci přednosty prezidiální kanceláře námořní sekce. Poté byl velitelem cvičné lodi SMS Radetzky, která byla vlajkovou lodí výcvikové eskadry (1890–1892). Ke dni 1. května 1892 dosáhl hodnosti kontradmirála a nakonec byl prezidentem Námořní technické kontrolní komise (Marine-technische Control-Commission, 1892–1894). K datu 1. listopadu 1894 byl penzionován.
Po odchodu do výslužby se usadil v Gorici, kde zemřel 3. září 1896 ve věku 58 let, pochován byl na hřbitově v Sankt Peter bei Görz.
Oženil se v roce 1874 v Olomouci s markýzou Henriettou Paulucci delle Roncole (1839–1919) ze staré italské šlechty. Z manželství se narodily čtyři děti.

## Tituly a ocenění
Od nobilitace svého otce v roce 1865 užíval šlechtický titul s predikátem Edler von Almstein. Během služby u námořnictva se stal nositelem několika vyznamenání.
- Válečná pamětní medaile (1864)
- Válečná medaile (1873)
- Služební odznak pro důstojníky III. třídy (1876)
- Řád železné koruny III. třídy (1885)
- rytířský kříž Leopoldova řádu (1890)
- Vojenská záslužná medaile (1890)
- komturský kříž Řádu Františka Josefa (1894)

## Dílo
V roce 1887 vydal tiskem svůj popis cesty do Orientu po boku císařovny Alžběty.
- Ein flüchtiger Zug nach dem Orient. Reise der allerdurchlauchtigsten Frau Gräfin von Hohenembs (Kaiserin Elisabeth von Österreich) im Herbst des Jahres 1885; Vídeň, 1887
- Kaiserin Elisabeth im Orient: Das Reisetagebuch des Capitäns der kaiserlichen Yacht Miramar; Vídeň, 2017; 120 s. ISBN 978-1975645908